# Castelo de Beaumaris

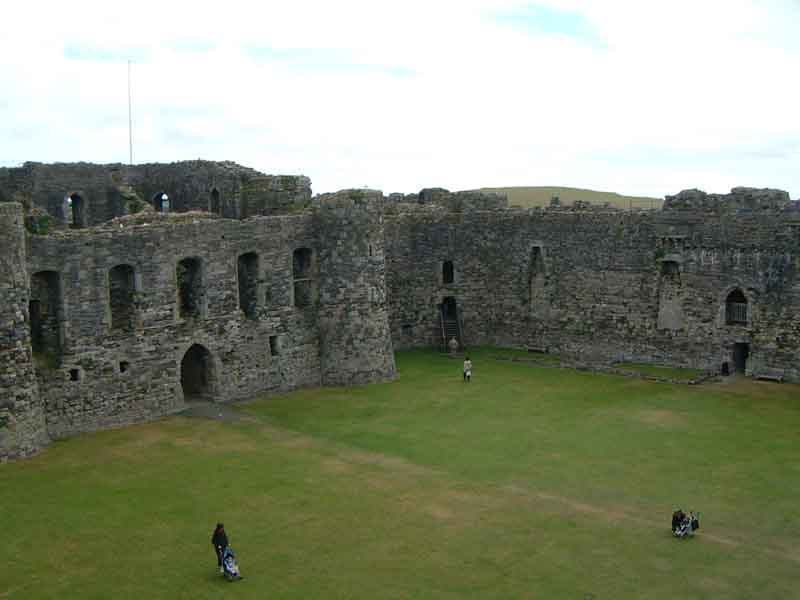
Pátio interior do Castelo de Beaumaris.

O Castelo de Beaumaris (em inglês:  Beaumaris Castle) é um castelo localizado em Beaumaris, Anglesey, País de Gales, construído como parte da campanha do rei Eduardo I de Inglaterra para conquistar o norte de Gales. Foi desenhado por James of St. George começado em 1295, embora nunca tenha sido concluido. Beaumaris está classificado como Património Mundial da Humanidade, integrado no sítio Castelos e Muralhas do Rei Eduardo em Venedócia. Encontra-se classificado como um listed building com o Grau I desde 23 de setembro de 1950.
O edifício foi posicionado para enfrentar o Garth Celyn, na margem oposta do Estreito de Menai, tendo sido pensado para fazer sombra aquela residência real galesa e centro de resistência às forças inglesas, juntamente com o Castelo de Conwy e o Castelo de Caernarfon, erguidos em cada extremo do mesmo estreito.

## Construção

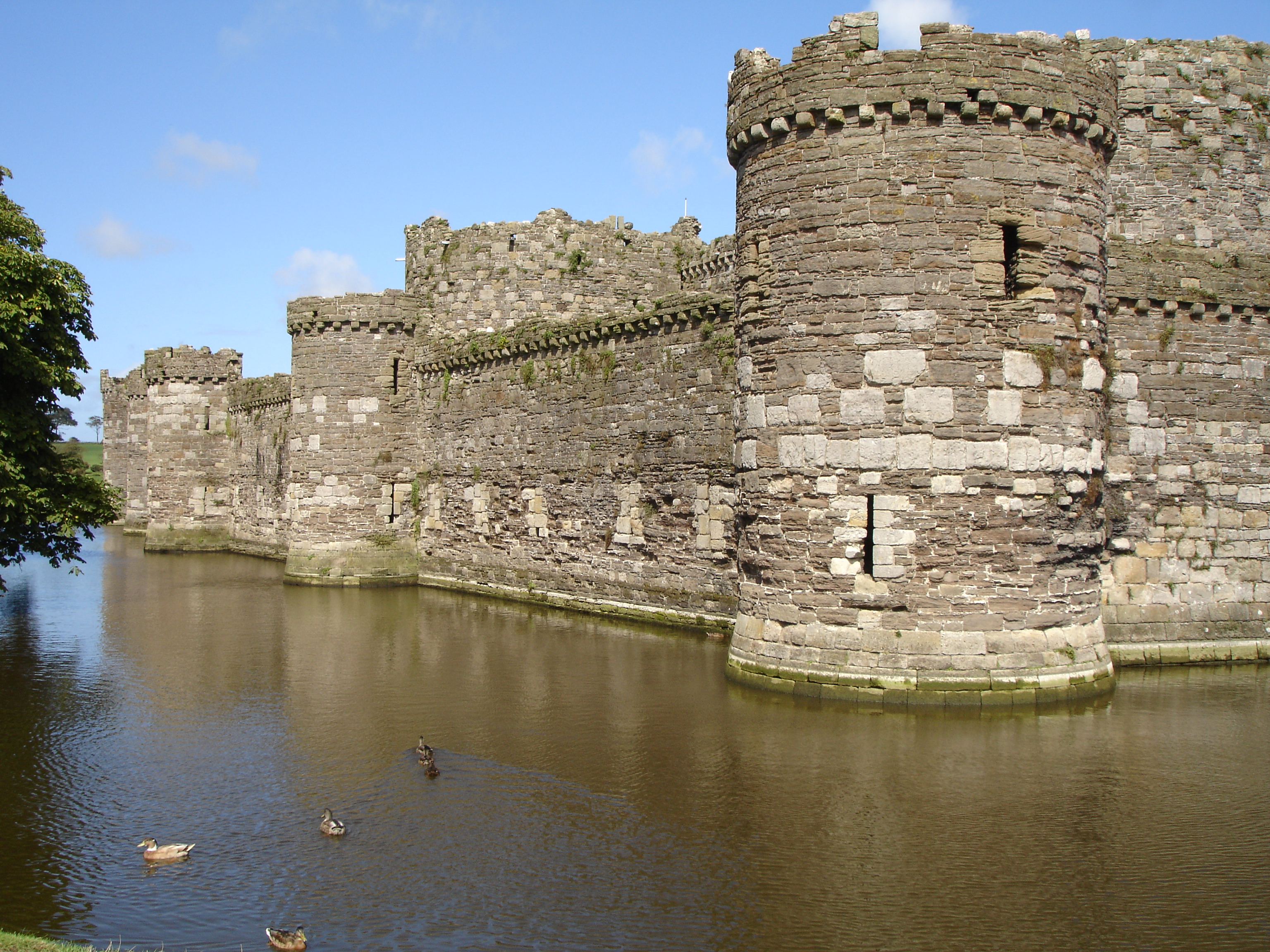
Muralhas e fosso do Castelo de Beaumaris.

O Castelo de Beaumaris (beau mareys - "belo pântano") foi a última das fortalezas de Eduardo I no Norte de Gales. As obras começaram em 1295 e continuaram durante 35 anos, com mais de 3.500 trabalhadores ocupados no pico da construção. O financiamento e os materiais esgotaram-se quando o rei voltou as suas atenções em direcção à Escócia, pelo que o castelo nunca foi concluido, apesar de terem sido gastas umas impressionantes 15.000 libras (correspondentes a 5 milhões de libras em 2009) na sua construção.
Durante o decorrer da construção, o rei Eduardo I ordenou que os habitantes da vizinha Llanfaes fossem expulsos das suas casas e recolocados em Newborough, no lado mais afastado da ilha de Anglesey.

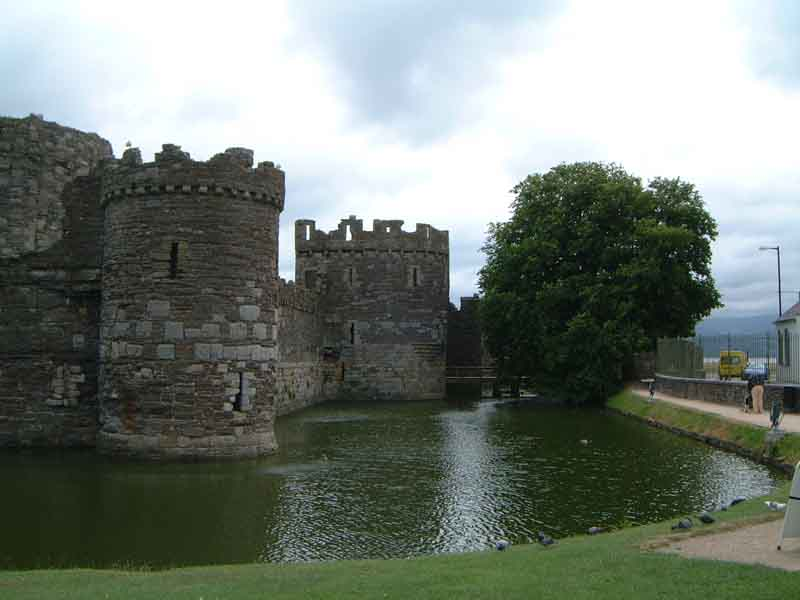
Defesas exteriores e fosso.

O arquitecto do rei, o Mestre James of St. George, puxou de toda a sua experiência para desenhar Beaumaris – as suas defesas e linhas de abastecimento foram soberbamente planeadas. Foi construído de acordo com um plano concêntrico - o pátio interior é cmpletamente rodeado pelo pátio exterior. O castelo tem uma doca de maré, permitindo-lhe ser abastecido directamente pelo mar e é rodeado por um fosso cheio de água. As defesas incluem numerosas seteiras engenhosamente situadas e as entradas sãoprotegidas por "buracos assassinos", a partir dos quais podiam ser derramadas substâncias como óleo quente sobre as forças inimigas. Os atacantes do Castelo de Beaumaris teriam encontrado 14 obstáculos separados e quatro linhas de fortificação resultantes das desenho de "paredes dentro de paredes".

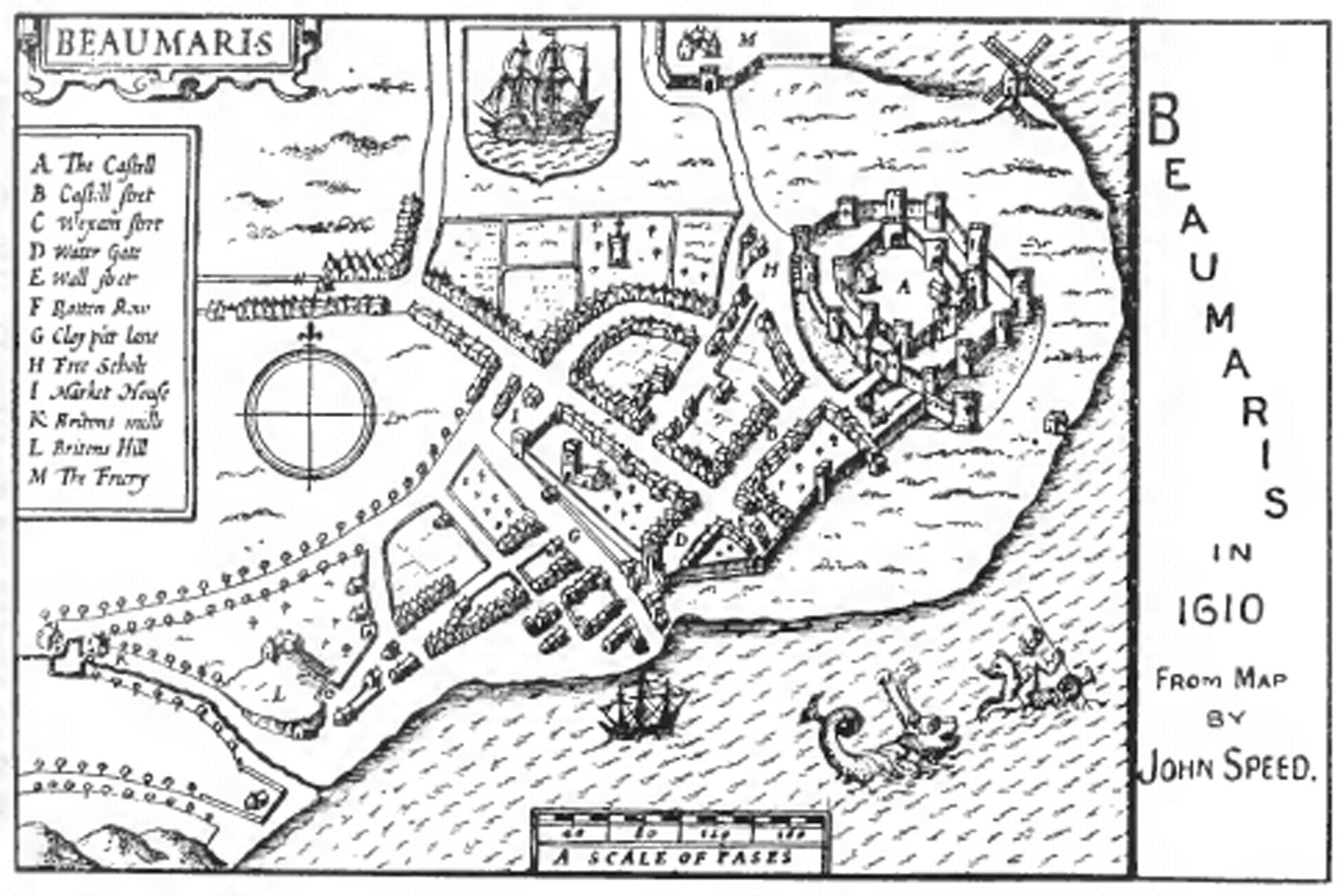
Beaumaris em 1610, com o castelo à direita.

A planta do castelo é quase quadrada, pattilhando muito em comum com o Castelo de Caerphilly e o Castelo de Harlech. O pátio interior é rectangular, com uma torre redonda em cada canto. Nos lados norte e sul estão sólidas portarias, seguindo o típico padrão de duas torres em forma de D flanqueando a passagem do portão, enquanto outras duas torres com a mesma forma defendem as muralhas leste e oeste. O grande hall e outros edifícios domésticos foram construídos dentro deste pátio interior.  
Rodeando a muralha interior (de acordo com o ideal concêntrico) está uma muralha exterior defendida por torres e as suas própria duas portarias. Estas não estão alinhadas com as portarias interiores, recusando aos atacantes a vantagem dum caminho recto através dos potões. A muralha da doca estende-se desde a muralha sul próximo da portaria, pelo que também serve como plataforma de fogo defensiva. Ao contrário das simples muralhas exteriores de Caerphilly e Harlech, as muralhas, aqui, são muito grossas e possuem passagens interiores para permitir aos defensores acesso para às seteiras protegidas.

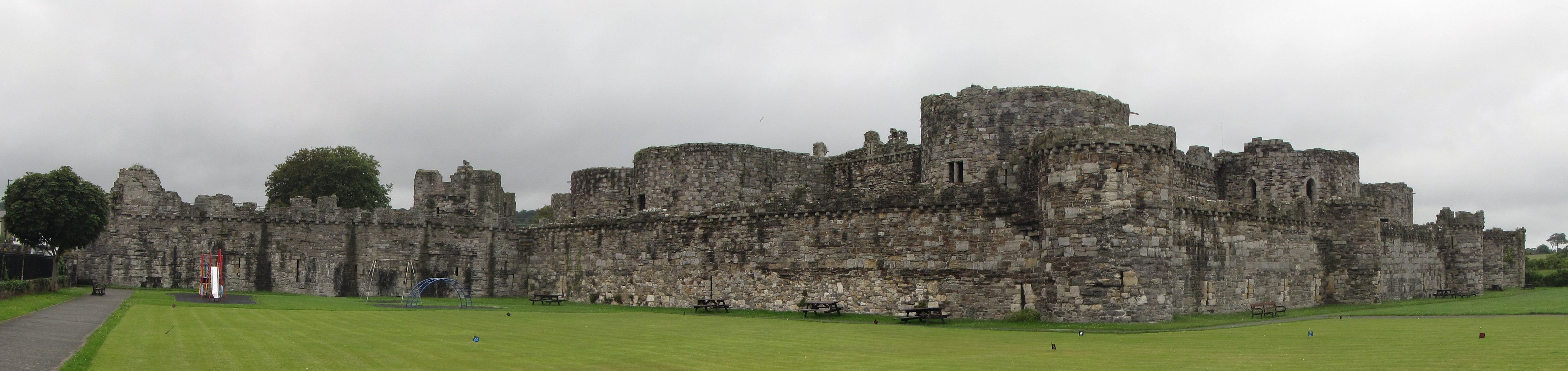
Aspecto geral do Castelo de Beaumaris.

A planta era quase perfeita, mas o castelo nunca foi concluido. A conquista galesa estava praticamente completa na época da construção e o imenso custo de concluir tão sólida fortaleza teria drenado os fundos necessários para as campanhas escocesas. Nem as torres do pátio interior nem as grandes portarias foram construídas coma altura prevista e muitos edifícios do pátio interior estavam inacabados quando as obras em grande escala cessaram, em 1298. Trabalhos em pequena escala foram empreendidos no início do século XIV. No entanto, as muralhas exteriores foram ameadas e, ao contrário de muitos outros castelos, Beaumaris não sofreu uma destruição deliberada durante a Guerra Civil Inglesa - o castelo existente está muito bem preservado.

## Visitas
O castelo é administrado pela CADW, a agência do Governo de Gales para os monumentos históricos, a qual proporciona aos seus visitantes um guia, uma exposição, presentes, bons acessos para deficientes e instalações para piqueniques nos terrenos do castelo. Patos e cisnes nadam no fosso do castelo.